# یعقوب هودورو

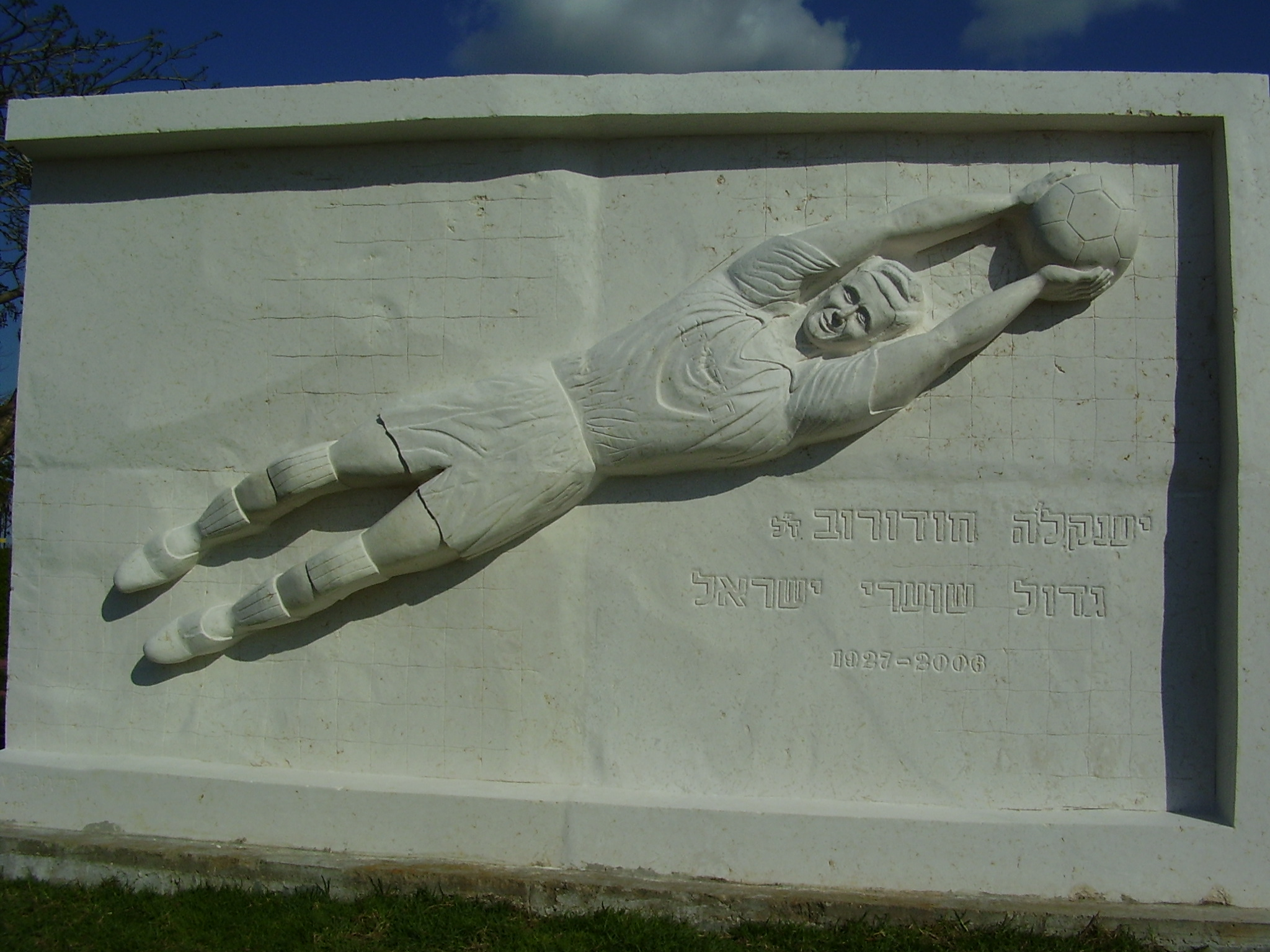
یادبودی از یعقوب هودورو

یعقوب هودورو (به انگلیسی: Ya'akov Hodorov) دروازه‌بان اهل اسرائیل است که از سال ۱۹۴۹ تا ۱۹۶۴ میلادی عضو تیم ملی فوتبال اسرائیل بوده و در ۳۱ بازی ملی حضور داشته است.